# Bibliographie sur la Mayenne

## Disponible sur Gallica
- Mayenne en 1589 et en 1590 : fragment de l'histoire de la Ligue dans le Maine. par Hippolyte Sauvage.  éd. de, Mayenne : impr. Derenne, 1865, lire en ligne sur Gallica
- Etude sur la signification des noms de lieux du département de la Mayenne par Hippolyte Sauvage. Angers : E. Barassé, 1868, lire en ligne sur Gallica
- Dictionnaire topographique du département de la Mayenne, comprenant les noms de lieu anciens et modernes, réd. sous les auspices de la Société de l'industrie de la Mayenne par Léon Maître. Paris : Impr. nationale, 1878, lire en ligne sur Gallica
- Jublains. Vire : impr. A. Guérin, 1890, lire en ligne sur Gallica